# Витман, Галина Владимировна
Гали́на Влади́мировна Ви́тман (29 января 1956, Волгоград) — советский и российский тренер по плаванию. В период 1981—1995 годов работала тренером-преподавателем в СДЮСШОР «Факел» в городе Лесной, подготовила таких известных пловцов как Александр Попов и Константин Ушков. Заслуженный тренер России (1992).

## Биография
Галина Витман родилась 29 января 1956 года в Волгограде. В 1978 году окончила Волгоградский государственный институт физической культуры (ныне Волгоградская государственная академия физической культуры), после чего переехала на постоянное жительство в город Лесной Свердловской области, где тренировала пловцов в платных группах.
В 1981 году назначена на должность тренера-преподавателя в местной Детско-юношеской спортивной школе «Факел» (ныне Специализированная детско-юношеская спортивная школа олимпийского резерва «Факел»). В последующие годы подготовила ряд талантливых спортсменов, многие из которых получили спортивные разряды и звания мастеров спорта.
Один из наиболее известных её учеников — самый титулованный российский пловец Александр Попов, с которым Витман занималась с семилетнего возраста. Попов стал четырёхкратным олимпийским чемпионом, неоднократно побеждал на чемпионатах Европы и мира. Другой её воспитанник Константин Ушков, изначально тренировавшийся в группе тренера В. Н. Котлячкова, но затем перешедший к Витман, является серебряным призёром Олимпийских игр в Афинах. За весомый вклад в подготовку выдающихся чемпионов в 1992 году Галина Витман удостоена почётного звания «Заслуженный тренер России».
Впоследствии в 1995 году вернулась в Волгоград, где и проживает по сей день. Есть две дочери Анна и Екатерина.